# Штатив (тренога)
Штати́в (нем. Stativ), трипод (от греч. τρί — три + πόδι — нога), тренога — передвижная опора для оптических приборов, осветительного оборудования и некоторых типов оружия, которая служит для точного наведения и удержания тяжёлых устройств. Наибольшее распространение получили в кинематографе, телевидении и фотографии. Также используются для установки теодолитов, зрительных труб и телескопов.
Студийные телевизионные и киносъёмочные штативы колончатого типа называются пьедестал. Как правило, пьедесталы оснащаются гидравлическим подъёмником телескопического типа, а в некоторых случаях приводом для перемещения по полу студии. Лёгкие телевизионные штативы могут дополнительно оснащаться съёмными обрезиненными колёсами.

## Назначение
Штативы предназначаются для точной фиксации оптических приборов и съёмочных камер относительно пола или другой поверхности. Некоторые типы штативов предназначены для уменьшения отдачи вооружения или удержания тяжелого оборудования. Так, некоторые типы передвижных кинопроекторов (например, советский «КН-20») устанавливались на штатив в виде треноги. Треножник позволяет обеспечить наилучшую жёсткость при раскладной конструкции, удобной для транспортировки. Несмотря на многообразие конструкций, подавляющее большинство штативов обладают тремя опорами, обеспечивающими наилучшую устойчивость, однозначно определяя положение относительно плоскости. При этом опорами могут быть три отдельные «ноги» или три колеса стационарного штатива с плоским основанием типа пьедестал. При фотографировании использование штатива для установки камеры, прежде всего, позволяет осуществлять длительные выдержки, недоступные при съёмке с рук. Кроме того, при использовании длиннофокусной оптики, особенно чувствительной к тряске, применение штатива позволяет повысить резкость снимков без дополнительной стабилизации, предотвращая последствия тремора в виде «шевеленки». Современные цифровые технологии панорамной фотографии в большинстве случаев требуют съёмки со штатива с точным перемещением фотоаппарата, обеспечивающим перекрытие соседних снимков по горизонтали и вертикали. Для этого существуют специальные конструкции панорамных штативных головок, поворачивающих камеру вокруг нодальной точки объектива. Это устраняет сдвиг оптической оси, неизбежный при обычном панорамировании. Некоторые киносъёмочные штативные головки также обеспечивают поворот камеры вокруг центра масс.
При съёмке движущегося изображения кроме фиксации точки съёмки, штатив предотвращает неприемлемую на экране тряску и обеспечивает плавное панорамирование. Некоторые типы профессиональной киносъёмочной аппаратуры или телекамер обладают такой массой, что их использование возможно только на штативе, рассчитанном на тяжелую камеру. Соответствующий класс оборудования так и называется: штативная камера. Длительная съёмка даже аппаратом, пригодным для работы с рук, весьма утомительна и требует установки на штатив, обеспечивающий, кроме всего прочего, точное кадрирование.
Специальные конструкции штативов используются для вакуумного крепления камер к гладким поверхностям, таким как капот и крыша автомобиля, стекло, кафель и т. д. Для тех же целей может использоваться штатив типа струбцина, пригодный только для лёгких камер. Ещё одна разновидность штатива — «гориллапод» — предназначена для закрепления камер на различных трубчатых конструкциях и оснащается ногами, состоящими из шариков, соединённых шаровыми шарнирами. Обрезиненная поверхность элементов, способных изгибаться в любых направлениях, позволяет закреплять штатив на многих опорах: оградах, трубах, рамах и т. п.
Кроме перечисленных технических аспектов штатив может использоваться для съёмки автопортрета или любительских групповых снимков с участием фотографа. В отдельных случаях штатив необходим при макросъёмке.
Штативы также используются для установки осветительного оборудования на съёмочной площадке.

## Конструкция
Штативы для камер состоят из основания и устанавливаемой на него штативной головки. Лёгкие штативы зачастую оснащаются головкой несъёмной конструкции, тогда как большинство штативов, предназначенных для профессиональных целей, имеют сменную головку. Простейшие штативы и штативы для осветительного оборудования вообще не имеют головки.
Основание чаще всего представляет собой классическую треногу с регулируемой длиной ног или набор нерегулируемых треног. В некоторых случаях используются нерегулируемые треноги для съёмки с очень низких точек («лягушки»). Тренога позволяет регулировать положение камеры по высоте и изменять его наклон. Ноги таких штативов имеют двух- или трёхсекционную телескопическую конструкцию, позволяющую регулировать её длину. Каждая нога состоит из одной или нескольких металлических труб или профилей, скреплённых поперечными кронштейнами. Тяжёлые штативы могут иметь вместо треноги телескопическую колонну с регулируемой высотой. Такие штативы имеют литое металлическое основание с тремя колёсами для передвижения. На время съёмки основание чаще всего фиксируется на трёх встроенных домкратах.
Универсальные штативы, пригодные для лёгких видеокамер и фотоаппаратов, имеют комбинированную конструкцию, состоящую из треножника и выдвижной центральной колонны, чаще всего с червячным механизмом. Такое устройство позволяет изменять высоту не только изменением длины ног, но и более оперативным способом при помощи регулировки вылета колонны. Для повышения жёсткости большинство штативов имеют поперечные растяжки, ограничивающие угол поворота ног. Такие растяжки могут шарнирно соединять ноги с центральной колонной, если она есть, или с центральным шарниром, позволяющим складывать растяжки одновременно с ногами. Некоторые фотоштативы оснащаются независимой фиксацией ног без центральных растяжек, что позволяет отклонять ноги на разный угол, повышая универсальность при фотосъёмке. Центральная колонна таких фотоштативов выполняется съёмной и может занимать любое положение относительно треноги. При перевёрнутом положении центральной колонны камера оказывается между ног штатива. Такая конструкция позволяет располагать камеру в любом положении относительно объекта съёмки, что особенно важно при предметной и макросъёмке.
Особую конструкцию имеют штативы для подводной съёмки. От обычных штативов они отличаются отсутствием резьбовых и пружинящих соединений, на которых при длительном пребывании в морской воде образуются наросты соли, приводящие к заклиниванию. К штативам для осветительного оборудования предъявляются менее жёсткие требования по точности и надёжности фиксации, поскольку незначительные перемещения осветительных приборов не влияют на качество получаемого изображения. Главная характеристика таких штативов заключается в их грузоподъёмности и устойчивости, в связи с чем они обладают упрощённой конструкцией с регулировкой только по высоте.
Для установки на разные типы поверхности ноги штатива могут оснащаться разными наконечниками. В обычных условиях наилучшая устойчивость обеспечивается при установке на заострённые шипы, не подверженные деформации. Однако, в некоторых случаях шипы неприемлемы, поскольку могут повреждать пол или дорогостоящие покрытия, а также скользить. Для предохранения используются обрезиненные наконечники, как правило, входящие в комплектацию, а чаще всего, надеваемые поверх шипов. Ноги некоторых штативов оснащаются плоскими площадками, и могут быть наиболее универсальной опорой.

## Классификация штативов

### По грузоподъёмности
Это главная характеристика штатива и штативной головки. По допустимой массе устанавливаемого оборудования штативы делятся на лёгкие, средние и тяжёлые. Лёгкими считаются штативы, пригодные для удержания камер с массой не превышающей 10 килограммов. Все штативы, предназначенные для фотоаппаратов, зрительных труб и бытовых видеокамер, относятся к категории лёгких.
Средними считаются штативы с грузоподъёмностью от 10 до 40 кг. Тяжелые штативы предназначены для работы в студии с камерами до 200 кг.
От грузоподъёмности штатива зависит и его собственная масса. Чем больший вес может удерживаться штативом, тем более тяжёлым оказывается сам штатив, требуя вместо простой переноски в качестве вспомогательного оборудования, перевозку специальным транспортом.

### По материалу ног
Первоначально для изготовления ног штативов использовалась, главным образом, древесина, как наиболее доступный и лёгкий материал. Все остальные части изготавливались из стали или латуни, наиболее пригодных для шарнирных соединений и каркаса. В конце 1980-х годов ещё можно было встретить даже тяжёлые штативы с ногами из твёрдых пород дерева. С появлением материалов с более высокой удельной прочностью от дерева стали отказываться в пользу лёгких алюминиевых или магниевых сплавов, обеспечивающих отличную прочность при небольшой массе.
В некоторых современных штативах используются углеволоконные материалы, позволяющие существенно облегчить конструкцию. Дешёвые штативы для любительской съёмки часто изготавливают из прочных сортов пластмассы, удешевляя конструкцию, не рассчитанную на частое использование и длительный ресурс.

### По принципу фиксации секций ног
- Эксцентриковый зажим применяется в подавляющем большинстве современных штативов[11]. В профессиональных штативах изготавливаются полностью из металла и имеют регулировочный винт;
- Цанговый зажим. Преимущества: оперативность регулировки и простота конструкции. Недостатки: неустойчивость и ненадёжность соединения. Нашёл применение в недорогих штативах;
- Соединение винтом, проходящим через поперечные отверстия секций. Несколько отверстий, расположенных в ряд, позволяют дискретно менять высоту секций. Фиксирующий винт крепится гайкой-барашком. Применяется в некоторых типах студийных штативов. Достоинство: прочность соединения. Недостаток: неоперативность и невозможность плавного изменения размеров;

### По наличию поперечных растяжек
Наличие поперечных растяжек, повышает жёсткость конструкции. Растяжки бывают среднего и нижнего расположения. Последние обеспечивают наибольшую жёсткость и применяются в большинстве телевизионных штативов, однако неудобны при использовании на лестницах или других ступенчатых поверхностях. Некоторые типы штативов позволяют менять расположение растяжек с нижнего на среднее.
Отсутствие поперечных растяжек требует фиксатора или ограничителя отклонения ног, чтобы предотвратить их «разъезжание», но повышает удобство установки штатива на неровных поверхностях.

## Крепление штативных головок
Существует несколько различных стандартов крепления панорамных головок к основанию штатива. Как правило, лёгкие любительские штативы выпускаются неразъёмными и головка выполняется как часть штатива. Более дорогие штативы для фотографии и любительского видео обычно используют стандарт крепления, использующийся и для присоединения камеры: винт с резьбой 1/4 или 3/8 дюйма. Некоторые производители используют обычную метрическую резьбу, но головки таких штативов невзаимозаменяемы с головками, выпускающимися отдельно.
Профессиональные штативы для кино и телевидения используют более прочное соединение, представляющее собой стандартные полусферы диаметрами 75, 100 и 150 мм. Полусферическое крепление головки позволяет в некоторых пределах компенсировать отклонение треноги от вертикали, приводящее к «завалу» горизонта, неприемлемому для киносъёмки. Поэтому крепление головки осуществляется при помощи винтового зажима через отверстие в центре полусферы, позволяющее выставлять головку строго вертикально с помощью кругового уровня. Кроме полусферического используется фланцевое крепление стандарта Mitchell, которое считается устаревшим и применяется в основном в кинематографе для очень тяжёлых штурвальных головок, рассчитанных на камеры массой более 50 кг.